# Itrakonazol
Itrakonazól je protiglivna učinkovina s fungistatičnim delovanjem in dolgotrajnim učinkom, ki se uporablja za sistemsko zdravljenje histoplazmoze, sporotrihoze in kandidoze. Je izboljšan naslednik ketokonazola, ki je ohranil njegovo širokospektralnost brez nevarnosti hepatotoksičnosti.

## Uporaba
Itrakonazol ima širši spekter učinkovitosti kot flukonazol, vendar ožjega kot vorikonazol ali posakonazol. V nasprotju s flukonazolom je učinkovit tudi proti aspergilusu. Odobren je tudi za uporabo pri blastomikozi, sporotrihozi, histoplazmozi in onihomikozi. Več kot 99 % se ga veže na plazemske beljakovine in ne prehaja v možgansko-hrbtenjačno tekočino in zato ni učinkovit pri meningitisu ali drugih okužbah osrednjega živčevja.
Uporablja se tudi pri sistemskih okužbah, kot so aspergiloza, kandidoza in kriptokokoza, pri katerih uporaba drugih protiglivnih učinkovin bodisi ni primerna ali pa je neučinkovita.
Vključen je bil tudi v več raziskav glede učinkovitosti pri različnih vrstah raka, na primer raku bazalnih celic, nedrobnoceličnem raku pljuč in raku prostate.

### Farmacevtske oblike
Itrakonazol je na voljo v obliki kapsul, ki vsebujejo 100 mg učinkovine. Običajni odmerek je ena kapsula vsakih 12 ur. Zaradi netopnosti itrakonazola ter njegovi občutljivosti na spremembo pH je kapsula izdelana s posebno metodologijo in vsebuje majhne pelete z učinkovino. Kapsula je tudi sorazmerno velika in nekaterih bolnikom predstavlja njeno zaužitje težavo.
Intravenska oblika itrakonazola je na voljo v nekaterih državah (v Sloveniji so na voljo le peroralne oblike). 
Po zaužitju ima itrakonazol sorazmerno nizko biološko uporabnost, zlasti če je bolnik ne zaužije s hrano. Bolje se absorbira zdravilo v obliki peroralne raztopine, vsebuje pa ciklodekstrin, ki lahko pri nekaterih bolnikih povzroči drisko.

## Mehanizem delovanja
Itrakonazol spada med derivate triazola. Zavira sintezo ergosterola v celični membrani gliv. Ker je ergosterol življenjsko pomembna sestavina teh celičnih membran, povzroči zaviranje sinteze ergosterola protiglivični učinek.

## Neželeni učinki
Neželeni učinki so redki, občasno se pojavljajo glavobol, napetost v trebuhu ali slabost, motnje v delovanju jeter pa so izjemno redke.